# Giovanni Cassini
Giovanni Domenico Cassini, francesizzato Jean-Dominique Cassini (Perinaldo, 8 giugno 1625 – Parigi, 14 settembre 1712), è stato un matematico, astronomo, ingegnere, medico e biologo italiano naturalizzato francese.
Prima della naturalizzazione francese, avvenuta nel 1673, Cassini lavorò a fasi alterne come astronomo presso l'Osservatorio di Panzano (Castelfranco Emilia) dal 1648 al 1664, cioè fino alla morte del marchese Cornelio Malvasia, suo mecenate e signore del Castello di Panzano, avvenuta in quell'anno. Fu professore di astronomia all'Università di Bologna e nel 1671 divenne il direttore dell'Osservatorio di Parigi. Fu il padre di Jacques Cassini, anche lui astronomo, avuto dalla francese Ginevra de Laistre, e nonno di César-François Cassini, astronomo e geodeta.

## Scoperte
Scoprì quattro satelliti di Saturno: Giapeto nel 1671, Rea nel 1672, Dione e Teti nel 1684. Inoltre scoprì la Divisione di Cassini negli anelli di Saturno, a lui intitolata. Assieme a Hooke, Cassini è lo scopritore della Grande Macchia Rossa di Giove (circa 1665). Attorno al 1690 Cassini fu il primo a osservare la rotazione differenziale dell'atmosfera di Giove.
Gilles-François de Gottignies espresse riserve su alcune sue conclusioni riguardo a Giove.

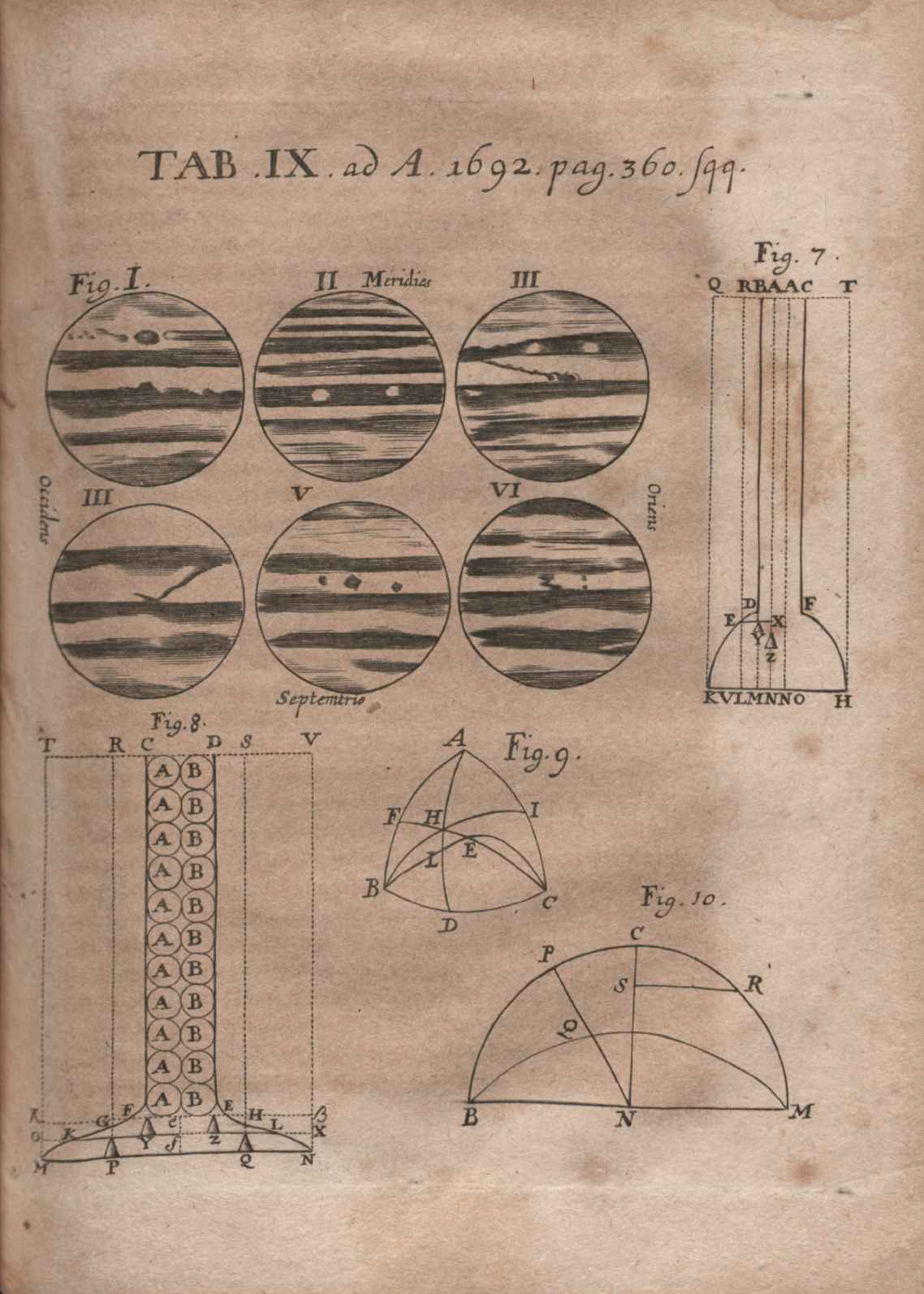
Fig. 1-6. Illustrazioni all'articolo Diversae motus periodi in Jove... pubblicato sugli Acta Eruditorum del 1692

## Biografia

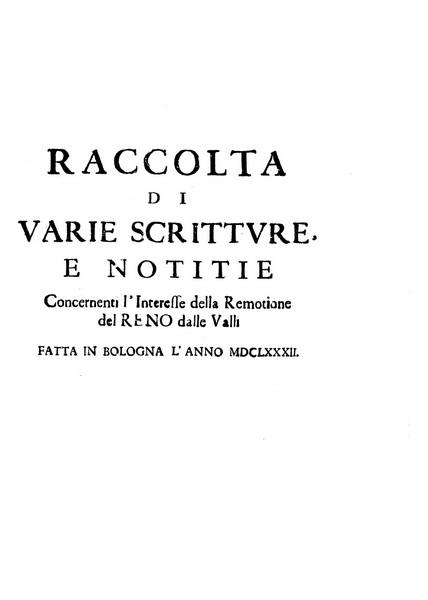
Raccolta di varie scritture (1682)

Gian Domenico Cassini nacque nel 1625 a Perinaldo, nella Repubblica di Genova oggi in provincia di Imperia. Compì i primi studi nel collegio dei Gesuiti di Genova, dove venne in contatto con Giovanni Battista Baliani, fisico, matematico e corrispondente di Galileo Galilei.
Nel 1649 acquisì notorietà di astrologo per aver previsto la vittoria delle truppe di Innocenzo X, adunate a Bologna per una spedizione militare contro il duca di Parma. Tuttavia egli assolutamente non era e non volle mai essere un astrologo. Venne quindi chiamato a Bologna dal marchese Malvasia per occuparsi del suo osservatorio privato e l'anno successivo ottenne l'insegnamento universitario di astronomia grazie alla reputazione delle sue osservazioni molto precise. «Al suo arrivo a Bologna nel 1649, trovò un ambiente ricco di personalità e di dibattiti culturali, favoriti dalla rivalità tra lo studio universitario dell'Archiginnasio e la Scuola dei gesuiti in Santa Lucia. Tra i professori dell’università, Cassini ricorderà il matematico padre Giovanni Ricci, allievo di Cavalieri, Ovidio Montalbani, Pietro Mengoli e, presso il Collegio dei gesuiti, padre Giovanni Battista Riccioli, con il suo assistente Francesco Maria Grimaldi.» Nel 1665 Cassini fu nominato sovrintendente delle acque per lo Stato della Chiesa, progettò fortificazioni e si dedicò al problema dell'irreggimentazione e controllo delle piene del Po. Contemporaneamente continuò le sue osservazioni astronomiche, studiò le eclissi di sole e pubblicò le "Tavole dei pianeti". Fu uno dei primi studiosi ad osservare in epoca moderna, nel 1668, il fenomeno della luce zodiacale, da lui inizialmente chiamata "spina celeste meteora".
L'importanza delle ricerche svolte a Bologna lo rese noto fra i migliori astronomi europei del suo tempo. Nel 1669 venne invitato a Parigi da Colbert, ministro di Luigi XIV Re Sole, presso l'Académie des sciences, fondata nel 1666, per dare il suo parere d'astronomo sull'Osservatorio di Parigi appena costruito. A Parigi Cassini poté finalmente lavorare in libertà e sotto la protezione stessa del re; non solo aveva il privilegio di lavorare presso l'Académie des sciences, l'istituto scientifico più avanzato dell'epoca, ma nel 1671 ebbe alloggio nell'Osservatorio stesso. Chiese la cittadinanza francese e la ottenne nel 1673. Con la sua sposa, Geneviève Delaistre, dette origine a una vera e propria dinastia di astronomi e cartografi. Il pronipote Cassini IV sarà l'ultimo della gens Cassini ad avere l'incarico di direttore dell'Observatoire, incarico mantenuto dal 1784 sino alla Rivoluzione francese.
Pur da Parigi, Cassini rimase sempre in contatto con l'ambiente bolognese e collaborò attivamente all'istituzione della Specola dell'Istituto delle Scienze. Il Senato di Bologna non volle mai rassegnarsi alla sua partenza e mantenne libera per lui la cattedra di Astronomia sino alla sua morte, avvenuta a Parigi nel 1712.
Fra le realizzazioni di Gian Domenico Cassini vi è la grande meridiana della basilica di San Petronio, realizzata all'interno della chiesa bolognese nel 1655. Si tratta della più lunga linea meridiana al mondo: 66,8m, pari esattamente alla seicentomillesima parte della circonferenza terrestre.
Con lo strumento che chiamò eliometro, Cassini intendeva determinare la lunghezza dell'anno solare, mediante la misura del tempo trascorso tra due passaggi successivi del Sole all'equinozio di primavera, per verificare la correttezza della riforma gregoriana del calendario.
Soprattutto voleva risolvere la controversia tra coloro che, seguendo Aristotele e Claudio Tolomeo, ritenevano il moto del Sole circolare e uniforme intorno alla Terra immobile e coloro che ritenevano, seguendo Niccolò Copernico e Galilei, che la Terra fosse orbitasse intorno al Sole e che quindi il moto del Sole fosse solo apparente.
Il Sole, in effetti, sembra muoversi in cielo più lentamente d'estate che d'inverno e proprio d'estate si trova alla massima distanza dalla Terra. Era questo grande allontanamento che, secondo gli antichi, faceva apparire il suo moto più lento.
Invece la II legge di Keplero, dimostrata matematicamente solo alla fine del Seicento da Isaac Newton, sostiene che "la Terra ha una velocità maggiore quando è più vicina al Sole e si muove più lentamente quando è più lontana" o, più precisamente, che la linea che congiunge il pianeta al Sole descrive aree uguali in intervalli di tempo uguali.
Cassini, mediante il grande "eliometro", verificò che nel corso dell'anno il diametro del Sole, quindi la sua distanza, non diminuiva nello stesso modo in cui diminuiva la sua velocità, il che voleva dire che la diminuzione di velocità non era apparente, ma reale: era la prima conferma osservativa eseguita al mondo della seconda legge di Keplero.
L'attività scientifica di Cassini ricoprì diversi campi dell'astronomia oltre che di idraulica, di arte militare, di entomologia e perfino di medicina, avendo egli partecipato ad alcuni tra i primi esperimenti di trasfusione di sangue. Osservò accuratamente a Bologna ben tre comete e fu tra i primi a suggerire per questi corpi celesti un'orbita fortemente ellittica, ritenendoli quindi astri "ricorrenti", come verrà poi dimostrato da Edmond Halley sulle basi della legge della Gravitazione universale di Newton.
Nel 1672 Cassini e l'inglese John Flamsteed mostrarono che se si usa una frazione consistente della circonferenza terrestre si può misurare la parallasse di un pianeta. Cassini usò la distanza tra Parigi e la Cayenne (dove si trovava un suo collaboratore) per fare due osservazioni di Marte, sincronizzate in base all'osservazione dei satelliti di Giove da poco scoperti. Flamsteed osservò invece Marte a Londra, al tramonto e all'alba. Le due misurazioni sostanzialmente coincidevano: si determinò la distanza del pianeta dalla Terra, quindi in base alla terza legge di Keplero (1619) si poté ricavare la distanza Terra-Sole, l'unità astronomica di base per le misure all'interno del Sistema solare, con l'accuratezza del 7%.
Cassini misurò la rotazione di Marte con una discrepanza di soli tre minuti. Misurò anche la rotazione di Giove, scoprendovi la "macchia rossa", l'occhio di un gigantesco uragano che imperversa da secoli nell'atmosfera del pianeta. Lo studio sistematico del sistema di Giove produce la realizzazione delle Effemeridi dei satelliti di Giove. La determinazione delle posizioni delle lune del grande pianeta gli consentì di costruire delle tabelle con gli istanti di occultazione dei satelliti dietro a Giove. In particolare l'osservazione dell'occultazione del satellite gioviano gli permetteva di leggere sulle tabelle l'ora precisa in cui questa avveniva, fornendo la possibilità di determinare con precisione la longitudine del luogo in cui si era effettuata l'osservazione, uno dei grandi problemi di quei tempi. Cassini e Ole Roemer, suo giovane collaboratore, osservarono che l'occultazione di Io non avveniva a intervalli regolari come il regolare suo periodo di rivoluzione avrebbe lasciato supporre. Quando la Terra si trovava più vicina a Giove, l'occultazione di Io poteva essere osservata in anticipo rispetto a quando la Terra si trovava più lontana. La differenza era di 14 minuti, proprio come se la luce avesse una velocità finita e quindi, con più spazio da percorrere, impiegasse più tempo ad arrivare a Terra. I contemporanei di Cassini erano perlopiù convinti che la luce avesse velocità infinita, grazie alle dotte dissertazioni di Cartesio. Fu proprio grazie a questo effetto e alle accurate osservazioni che il suo collaboratore Roemer nel 1676 riuscì a misurare la velocità della luce. I calcoli sfortunatamente non ci sono pervenuti, ma Christian Huygens, riprendendo i dati di Cassini, trovò un valore dello stesso ordine di grandezza di quello attuale.
Inoltre Cassini scoprì quattro satelliti di Saturno e la divisione tra gli anelli del grande pianeta che ancora oggi porta il suo nome, intuendo come gli anelli non fossero un corpo rigido, bensì una miriade di piccole particelle.
Ebbe vasta rinomanza la grande mappa della Luna, realizzata con delicate osservazioni micrometriche che gli consentirono di studiare le variazioni dell'orbita del nostro satellite: questo lo portò ad elaborare quella che è considerata la prima teoria moderna dei moti lunari. In particolare, dalle sue ricerche dedicate allo studio delle attrazioni mareali tra i pianeti e i loro satelliti, simili a quelle che si esercitano tra Luna e Terra, presero spunto tre leggi espresse da Cassini nel 1693 e la cui verifica è stata pubblicata recentemente su Icarus, la più importante rivista internazionale di studi planetari.

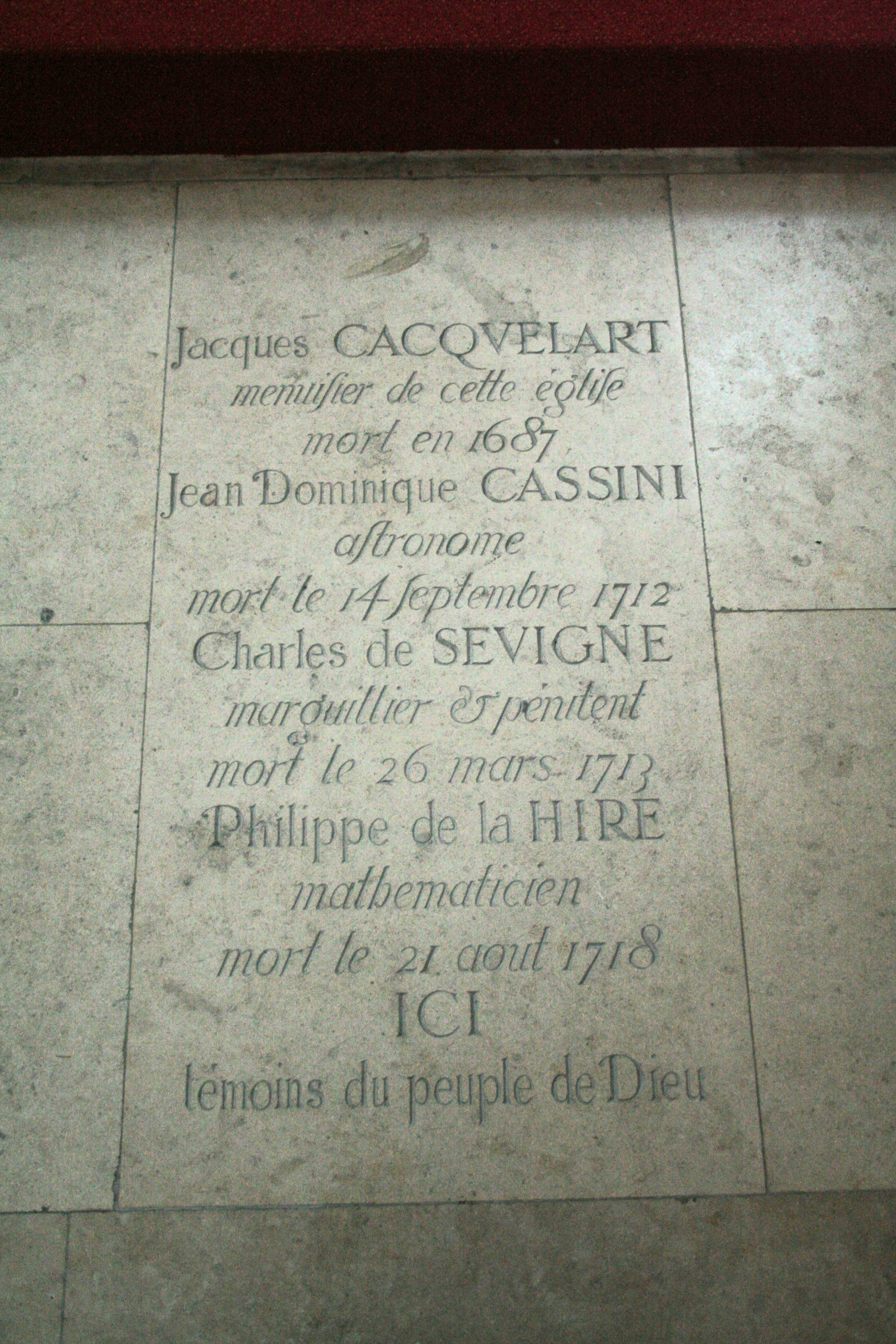
Tomba di Giovanni Cassini nella Chiesa di Saint-Jacques-du-Haut-Pas

Cassini oggi riposa dentro la Chiesa di Saint-Jacques-du-Haut-Pas.

## Riconoscimenti

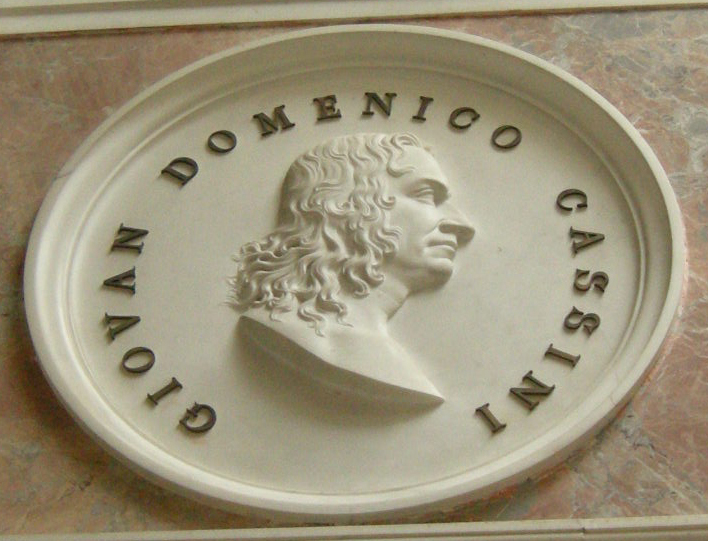
Medaglione di Cassini nella Tribuna di Galileo, Firenze

La comunità astronomica gli ha dedicato: il cratere Cassini sulla Luna, il cratere Cassini su Marte, la divisione di Cassini negli anelli di Saturno, la regione Cassini sul satellite di Saturno Giapeto e l'asteroide 24101 Cassini.
A Domenico Cassini è stata dedicata la missione della sonda spaziale Cassini che ha esplorato Saturno e Titano.
A suo nome è intitolato l'osservatorio astronomico del dipartimento di astronomia dell'università di Bologna, che ha sede a Loiano.
Esistono due licei intitolati al celebre astronomo, il liceo linguistico, classico e scientifico Statale "G. D. Cassini" di Sanremo (fondato nel 1860) ed il liceo scientifico istituito a Genova nel 1923 (Liceo scientifico Gian Domenico Cassini).
A Perinaldo (Imperia), paese natale di G. D. Cassini, è a lui intitolato l'osservatorio astronomico comunale, realizzato nel 1988-89.
Nel 2009 gli è stato intitolato il meridiano con longitudine 7°40’ Est.

## Opere
- (LA) Specimen observationum Bononiensium, Bologna, eredi Evangelista Dozza (1.), 1656.
- (LA) Martis circa axem proprium revolubilis observationes Bononiae habitae, Bologna, eredi Evangelista Dozza (1.), 1666.
- Spina celeste meteora osservata in Bologna il mese di marzo 1668, Bologna, Emilio Maria Manolessi & fratelli, 1668.
- (FR) Observations astronomiques faites en divers endroits du royaume, pendant l'année 1672[collegamento interrotto].
- (FR) Abregé des observations et des reflections sur la comete qui a paru au mois de Decembre 1680, et aux mois de Ianvier, Fevrier et Mars de cette annee 1681, Paris, Estienne Michallet, 1681.
- Giovanni Domenico Cassini, Raccolta di varie scritture, e notitie concernenti l'interesse della remotione del Reno dalle Valli fatta in Bologna l'anno 1682, (In Bologna), [s.n.], 1682.
- (FR) Elemens de l'astronomie[collegamento interrotto], Paris, Imprimerie Royale, 1684.
- (FR) Découverte de la lumiere celeste qui paroist dans le zodiaque[collegamento interrotto], Paris, Imprimerie Royale, 1685.
- (FR) Régles de l'astronomie indienne pour calculer les mouvemens du soleil et de la lune[collegamento interrotto], Paris, Sébastien Mabre-Cramoisy, veuve, 1689.
- (FR) Hypotheses et les tables des satellites de Jupiter, reformeés sur de nouvelles observations[collegamento interrotto], Paris, Jean Anisson, 1693.
- (FR) De l'origine et du progres de l'astronomie et de son usage dans la geographie et dans la navigation[collegamento interrotto], vol. 1, Paris, Imprimerie Royale, 1693.
- Meridiana del tempio di S. Petronio tirata e preparata per le osservazioni astronomiche l'anno 1655, Bologna, eredi Vittorio Benacci, 1695.
- (FR) Description et usage du planisphere céleste.